# Campionat Sud-americà de bàsquet femení
El Campionat Sud-americà de bàsquet femení (oficialment en anglès: FIBA South American Women's Championship) és una competició internacional de seleccions de bàsquet sud-americanes femenines. De periodicitat irregular però històricament biennal, és organitzada per FIBA America i s'organitza des de l'any 1946. Els quatre primer classificats del torneig tenen dret a participar en la FIBA Women's AmeriCup.
Històricament, la competició ha estat dominada per la selecció brasilera amb vint-i-set títols.

## Historial
| En negreta = Selecció campiona (prò.) = Pròrroga |

| I      | 1946 | Xile      | lligueta | Brasil    | Argentina | lligueta     | Bolívia   | Santiago       |       |
| II     | 1948 | Argentina | lligueta | Xile      | Perú      | lligueta     | N/D       | Buenos Aires   |       |
| III    | 1950 | Xile      | lligueta | Argentina | Perú      | lligueta     | Brasil    | Lima           |       |
| IV     | 1952 | Paraguai  | lligueta | Brasil    | Xile      | lligueta     | Argentina | Asunción       |       |
| V      | 1954 | Brasil    | lligueta | Xile      | Equador   | lligueta     | Perú      | São Paulo      |       |
| VI     | 1956 | Xile      | lligueta | Paraguai  | Brasil    | lligueta     | Argentina | Quito          |       |
| VII    | 1958 | Brasil    | lligueta | Argentina | Paraguai  | lligueta     | Xile      | Lima           |       |
| VIII   | 1960 | Xile      | lligueta | Brasil    | Perú      | lligueta     | Perú      | Santiago       |       |
| IX     | 1962 | Paraguai  | lligueta | Xile      | Brasil    | lligueta     | Argentina | Asunción       |       |
| X      | 1965 | Brasil    | lligueta | Paraguai  | Perú      | lligueta     | Argentina | Rio de Janeiro |       |
| XI     | 1967 | Brasil    | lligueta | Xile      | Perú      | lligueta     | Paraguai  | Cali           |       |
| XII    | 1968 | Brasil    | lligueta | Xile      | Argentina | lligueta     | Equador   | Santiago       |       |
| XIII   | 1970 | Brasil    | lligueta | Argentina | Equador   | lligueta     | Xile      | Guayaquil      |       |
| XIV    | 1972 | Brasil    |          | Perú      | Paraguai  |              |           | Lima           |       |
| XV     | 1974 | Brasil    |          | Argentina | Bolívia   |              |           | La Paz         |       |
| XVI    | 1977 | Perú      | lligueta | Brasil    | Argentina | lligueta     | Equador   | Lima           |       |
| XVII   | 1978 | Brasil    |          | Bolívia   | Argentina |              |           | La Paz         |       |
| XVIII  | 1981 | Brasil    |          | Perú      | Colòmbia  |              |           | Lima           |       |
| XIX    | 1984 | Colòmbia  |          | Brasil    | Perú      |              |           | Cúcuta         |       |
| XX     | 1986 | Brasil    |          | Perú      | Colòmbia  |              |           | Guaratinguetá  |       |
| XXI    | 1989 | Brasil    |          | Perú      | Argentina |              |           | Santiago       |       |
| XXII   | 1991 | Brasil    |          | Colòmbia  | Argentina |              |           | Bogotá         |       |
| XXIII  | 1993 | Brasil    |          | Argentina | Xile      |              |           | Cochabamba     |       |
| XXIV   | 1995 | Brasil    |          | Argentina | Xile      |              |           | Jacareí        |       |
| XXV    | 1997 | Brasil    |          | Argentina | Colòmbia  |              |           | Iquique        |       |
| XXVI   | 1999 | Brasil    |          | Argentina | Veneçuela |              |           | Vitória        |       |
| XXVII  | 2001 | Brasil    |          | Argentina | Xile      |              |           | Lima           |       |
| XXVIII | 2003 | Brasil    |          | Argentina | Xile      |              |           | Loja           |       |
| XXIX   | 2005 | Brasil    |          | Colòmbia  | Argentina |              |           | Bogotá         |       |
| XXX    | 2006 | Brasil    |          | Argentina | Colòmbia  |              |           | Asunción       |       |
| XXXI   | 2008 | Brasil    |          | Argentina | Xile      |              |           | Loja           |       |
| XXXII  | 2010 | Brasil    | 94–68    | Argentina | Colòmbia  | 85–70        | Paraguai  | Santiago       |       |
| XXXIII | 2013 | Brasil    | 67–58    | Argentina | Xile      | 74–56        | Veneçuela | Mendoza        |       |
| XXXIV  | 2014 | Brasil    | 59–47    | Argentina | Veneçuela | 72–54        | Xile      | Ambato         |       |
| XXXV   | 2016 | Brasil    | 94–75    | Veneçuela | Colòmbia  | 55–89        | Argentina | Barquisimeto   | [ 2 ] |
| XXXVI  | 2018 | Argentina | 65–64    | Brasil    | Colòmbia  | 83–78        | Paraguai  | Tunja          | [ 3 ] |
| XXXVII | 2022 | Brasil    | 69–68    | Argentina | Colòmbia  | 67–63 (prò.) | Veneçuela | San Luis       |       |